# Les Temps morts
Pour les articles homonymes, voir Temps mort (homonymie).
Pour plus de détails, voir Fiche technique et Distribution.
Les Temps morts est un court métrage d'animation français réalisé par René Laloux en 1964 pour Les Films Paul Grimault. Il mêle des prises de vue réelles à des séquences animées, le tout en noir et blanc.

## Synopsis
Le film est une suite de séquences en prise de vue réelle ou en animation accompagnées d'un texte de Jacques Sternberg dit par Roland Dubillard. Il dénonce l'appétit de mort de l'humanité et le cercle vicieux de la violence, qui mène de la brutalité à la guerre et au crime, pour finir par la peine de mort.

## Fiche technique
- Titre : Les Temps morts
- Réalisation : René Laloux
- Scénario : René Laloux, Jacques Sternberg (texte), Roland Topor
- Producteur : Samy Halfon
- Musique : Alain Goraguer
- Format : noir et blanc
- Sortie : 1965
- Durée : 10 minutes

## Voix françaises
- Roland Dubillard : le narrateur